# Marais des Mièges
Le marais des Mièges est un marais situé sur la commune de Cusy en Haute-Savoie qui couvre une superficie de 21 ha, classé Natura 2000 et ZNIEFF de type 1. Il est d'origine glaciaire, le glacier qui recouvrait sa surface ayant creusé une dépression qui s'est ensuite remplie d'eau.

## Faune
On trouve dans le marais vingt espèces d’oiseaux dont la mésange nonnette, cinq espèces d’amphibiens comme le sonneur à ventre jaune et deux espèces de poissons dont le blageon (Leuciscus souffia).

## Source
- Les zones humides sur cyclamen74.free.fr